# Знищення Запорозької Січі (1709)

Реконструкція Чортомлицької січі В. Ленченка.

Знищення Запорозької Січі́ 1709 ро́ку — насильницьке знищення московськими військами українського козацького утворення — Запорізької Січі 14 (25) травня 1709 р. порядком репресії за підтримку запорожцями на чолі з Костем Гордієнком самостійницької політики гетьмана Івана Мазепи. Під час військової операції було зруйновано центр запорізького козацтва — Чортомлицьку Січ.
Знищенням Січі завершилася каральна експедиція російських військ під керівництвом Петра Яковлєва.

## Передумови
У ході війни між Московією і Швецією гетьман Мазепа вирішив скористатися у боротьбі з московською владою допомогою шведів. Після переходу на бік шведів гетьмана Івана Мазепи та частини запорозької старшини й козаків під проводом кошового отамана Костя Гордієнка, царський уряд звинуватив усе запорозьке козацтво в зраді. Дізнавшись про перехід Мазепи, Петро І намагався утримати на своєму боці український народ й запорожців, але без успіху. Він послав на Запоріжжя послів, яких запорожці спочатку прийняли стримано, але коли ті почали наполягати, погрожували вбити послів і серед них архімандрита Жураховського.
Після невдалих переговорів московська влада направила на Січ каральну експедицію під проводом полковника Петра Яковлєва за участі компанійського полку Гната Галагана. Війська, здобувши перед цім старовинні козацькі укріплення Келиберду, Переволочну, Старий і Новий Кодак підійшли до Чортомлицької Січі.

## Руйнування
За наказом царського уряду 14 (25) травня 1709 р. Запорозьку Січ було зруйновано військами під орудою полковника Яковлєва. Прямуючи на Січ, війська нищили козацькі містечка й села. Було спустошено й містечко Переволочне, де Ворскла зливається з Дніпром. Козацьку залогу, що стояла там, було вирізано, а флотилію козацьких човнів спалили. Проте захопити і зруйнувати Січ із першої спроби не вдалося, до того ж війська Яковлєва зазнали чималих втрат.
На допомогу Яковлєву прийшов загін компанійського полковника Гната Галагана, оскільки він добре знав Січ та її околиці, і облудно пообіцяв січовикам недоторканність.
Оборону Січі очолив наказний отаман Яким Богуш, який наказав козакам відкопатися від берега, після чого в прокопаний рів потрапили води Чортомлика, а сама Січ опинилася на острові.
14 травня 1709 року Карл ХІІ відновив воєнні дії; того ж дня три полки московської армії обступили Чортомлик. Кількасот запорожців, що перебували в той час на Січі, оборонялись, застосовуючи січову артилерію; близько 350 нападників загинуло, понад 150 було поранено. Але запорожцям не вдалося утримати оборону і, сівши на човни, вони подалися вниз по Дніпру. Московські війська увірвалися в Січ, захопили 36 гармат та іншу зброю, зокрема й козацькі човни. Виконуючи наказ, московський полковник стратив усіх полонених, а потім зруйнував січову фортецю, спалив курені й військові будівлі, після чого загони спустилися по Дніпру і почали хапати й страчувати навіть тих козаків, які перебували на промислах і не брали участі в військових подіях.
Після битви у полон потрапили кошовий отаман, військовий суддя, 26 курінних отаманів, 2 ченці, 250 звичайних козаків, 160 жінок та дітей. З них 5 людей померло, 156 людей було страчено. Декількох вбитих було повішено на плотах та відпущено вниз по течії на страх іншим..
Кошовий отаман Степаненко у листі гетьману Скоропадському писав:

| Учинилось у насъ въ Сичѣ то, что по Галагановой и московской присягѣ, товариству нашему голову лупили, шею на плахахъ рубили, вѣшали и иныя тиранскія смерти задавали, и дѣлали то, чего и въ поганствѣ, за древнихъ мучителей не водилось: мертвыхъ изъ гробов многихъ не только изъ товариства, но и чернецовъ откапывали, головы имъ отсѣкали, шкуры лупили и вѣшали.[3] |
26 червня 1709 року московський цар Петро І видав грамоту-звернення до українського народу, де було сказано:

| Віддавна відомо про постійні свавілля й непослух мінливих і непокірних запорожців. Як бунтівники й непослушники, вони підлягають знищенню і заслужили страти. |

## Подальші події
Гордієнко з частиною запорожців разом з Мазепою втік на землі контрольовані Османською імперією, у Бендери. Інша частина запорожців разом з частиною шведської армії потрапила у московський полон, ці запорожці були страчені або заслані до Сибіру.
Частина запорожців, зокрема Кость Гордієнко, приєдналися до Мазепи у його вигнанні в Бендерах, а по його смерті обрали нового гетьмана — Пилипа Орлика.
Після поразки шведської армії та українських козаків під командуванням гетьмана Мазепи під Полтавою деякі запорожці пішли на південь й 1710 року заснували нову Січ, при впаданні в Дніпро річки Кам'янки — Кам'янську Січ. Однак за наказом Петра вона була зруйнована військами гетьмана Скоропадського й генерала Бутурліна у 1711 р. Запорожці відійшли ще далі й заснували Олешківську Січ у межах Османської імперії.
1711 року декілька тисяч запорожців брали участь у поході Пилипа Орлика на Правобережжя з метою боротьби проти московської влади, який, на жаль, закінчився невдачею.

## Наслідки
Відповідно до Прутської мирної угоди (1711) та Адріанопольської угоди (1713) Московська держава відмовлялась від претензій на Правобережну Україну та Запоріжжя та визнавала юрисдикцію Османської імперії над Запорозькою Січчю. Запорозькі козаки (Олешківська Січ) знаходились під владою Османської імперії до 1734 року.
Почавши підготовку до війни з Кримським ханством і Османською імперією, російська влада знов запросила козаків повернутися на Запоріжжя. У березні 1734 року запорожці заснували на р. Підпільній (рукаві Дніпра), поблизу колишньої Старої Січі, т. зв. Нову Січ. Влітку 1734 р. був підписаний Лубенський договір, що закріплював владу Російської імперії на території Війська Запорозького Низового.